# 商业院校
商业院校是提供商业课程，为各种工商业机构培养经营管理人才的大學院校。

## 中國大陸的商業院校
- 对外经济贸易大学
- 上海财经大学
- 东北财经大学
- 西南财经大学
- 中欧国际工商管理学院
- 长江商学院
- 中国人民大学商学院
- 北京大学光华管理学院
- 南京大学商学院
- 复旦大学管理学院
- 中山大学管理学院
- 厦门大学管理学院
- 南开大学商学院
- 清华大学经济管理学院
- 上海交通大学管理学院
- 西安交通大学管理学院

## 参看
- MBA